# مارکو پلنن
مارکو پُلنن (فنلاندی: Markku Pölönen؛ زادهٔ ۱۶ سپتامبر ۱۹۵۷) کارگردان فیلم، فیلم‌نامه‌نویس و تدوین‌گر اهل فنلاند است.
وی در مصاحبه‌ای گفت که به نشانگان آسپرگر خفیف مبتلاست.
از فیلم‌هایی که وی در آن‌ها نقش داشته است، می‌توان به تابستانی کنار رودخانه، در راه عمواس، ناخن‌گیر سگ، مادرسالار و بَـدینگ اشاره نمود.